# Suraphol Sombatcharoen
Suraphol Sombatcharoen (thaï : สุรพล สมบัติเจริญ ou Lamduan Sombatcharoen de son vrai nom ; 25 septembre 1930 - 16 août 1968) est un chanteur pop Luk thung thaïlandaise,,.
Il est le compositeur de la chanson Mai Lum (« N'oublie pas ») que l'on entend dans le film Monrak Transistor (2001) de Pen-ek Ratanaruang.

## Discographie
- Siew Sai (เสียวใส้)
- Khong Plom (ของปลอม)
- Khon Hua Lan (คนหัวล้าน)
- Sae See Ai Lue Jek Jung (แซซี้อ้ายลือเจ็กนัง)
- Yik Tao Low Suea (ยิกเท้าโหลซัวะ)
- Luem Mai Long (ลืมไม่ลง)
- Kaew Luem Dong (แก้วลืมดง)
- Sip Hok Pee Haeng Kwam Lang (สิบหกปีแห่งความหลัง)